# Motorrad-Weltmeisterschaft 1987
Die Motorrad-WM-Saison 1987 war die 39. in der Geschichte der FIM-Motorrad-Straßenweltmeisterschaft.
In den Klassen bis 500 cm³ und bis 250 cm³ wurden 15, in der Klasse bis 125 cm³ elf, in der Klasse bis 80 cm³ zehn und bei den Gespannen acht Rennen ausgetragen.

## Punkteverteilung
| Punktewertung | Punktewertung | Punktewertung | Punktewertung | Punktewertung | Punktewertung | Punktewertung | Punktewertung | Punktewertung | Punktewertung | Punktewertung |
| ------------- | ------------- | ------------- | ------------- | ------------- | ------------- | ------------- | ------------- | ------------- | ------------- | ------------- |
| Platz         | 1             | 2             | 3             | 4             | 5             | 6             | 7             | 8             | 9             | 10            |
| Punkte        | 15            | 12            | 10            | 8             | 6             | 5             | 4             | 3             | 2             | 1             |

In die Wertung kamen alle erzielten Resultate.

## Wissenswertes
In der Klasse bis 500 cm³ holte Wayne Gardner mit sieben Siegen und Punkten in jedem Rennen als erster Australier den Titel. Randy Mamola wurde zum vierten Mal in seiner Karriere WM-Zweiter, einen Punkt vor Eddie Lawson, der fünf Rennen gewann. In Suzuka fand nach 20 Jahren wieder ein Grand Prix in Japan statt.
Carlos Lavado konnte seinen Titel in der 250er-Klasse wegen einer Verletzung, die er sich bei Vorsaisontestfahrten zugezogen hatte, nicht erfolgreich verteidigen. Toni Mang holte seinen fünften WM-Titel vor vier weiteren Honda-Fahrern. Loris Reggiani gewann beim Großen Preis von San Marino das erste Rennen in dieser Klasse für Aprilia.
In der 125-cm³-Klasse gewann Fausto Gresini mit Siegen in zehn von elf Rennen die Weltmeisterschaft. Jorge Martínez verteidigte bei den 80ern seinen Titel erfolgreich.

## 500-cm³-Klasse

### Teams und Fahrer
| Team                          | Hersteller   | Motorrad                   | Nr.      | Fahrer              | Läufe           |
| ----------------------------- | ------------ | -------------------------- | -------- | ------------------- | --------------- |
| Marlboro Yamaha Team Agostini | Yamaha       | Yamaha YZR500              | 1        | Eddie Lawson        | alle            |
| Marlboro Yamaha Team Agostini | Yamaha       | Yamaha YZR500              | 5        | Rob McElnea         | 1–14            |
| Marlboro Yamaha Team Agostini | Yamaha       | Yamaha YZR500              | 21       | Tadahiko Taira      | 1–7, 9–15       |
| Rothmans Honda / HRC          | Honda        | Honda NSR 500              | 2        | Wayne Gardner       | alle            |
| Rothmans Honda / HRC          | Honda        | Honda NSR 500              | 16       | Shunji Yatsushiro   | alle            |
| Rothmans Racing               | Honda        | Honda NSR 500              | 12       | Roger Burnett       | 1–13            |
| Team Lucky Strike Roberts     | Yamaha       | Yamaha YZR500              | 3        | Randy Mamola        | alle            |
| Team Lucky Strike Roberts     | Yamaha       | Yamaha YZR500              | 4        | Mike Baldwin        | 1–2, 13–15      |
| Team Lucky Strike Roberts     | Yamaha       | Yamaha YZR500              | 33       | Richard Scott       | 2–12            |
| Team Roberts                  | Yamaha       | Yamaha YZR500              | 40 17 34 | Kevin Magee         | 1, 7, 13        |
| Team Sonauto Gauloises        | Yamaha       | Yamaha YZR500              | 6        | Christian Sarron    | 1–5, 7–15       |
| Team Cagiva – Alstare         | Cagiva       | Cagiva C587                | 7        | Didier de Radiguès  | 1–5, 7–15       |
| Team Cagiva – Alstare         | Cagiva       | Cagiva C587                | 8        | Raymond Roche       | 1–8, 11–15      |
| Team Elf-ROC                  | Honda Elf    | Honda NSR 500 Elf 4        | 9        | Ron Haslam          | 1–13            |
| HB Honda Gallina              | Honda        | Honda NSR 500              | 10       | Pierfrancesco Chili | alle            |
| HB Honda / HRC                | Honda        | Honda NSR 500              | 11       | Niall Mackenzie     | 1–5, 7–15       |
| Honda Racing Corporation      | Honda        | Honda NSR 500              | 19       | Freddie Spencer     | 9–12            |
| Hein Gericke Racing           | Honda        | Honda RS 500 Honda NSR 500 | 14       | Gustav Reiner       | 1–6, 8–9, 12–13 |
| Hein Gericke Racing           | HG-Honda     | unbekannt                  | 36 34    | Manfred Fischer     | 3–5, 7–10, 12   |
| Servisco                      | Honda        | Honda NS 500               | 15       | Fabio Biliotti      | 2–6, 9–13       |
| Heron Suzuki GB Ltd           | Heron-Suzuki | Suzuki RGV 500             | 18       | Kenny Irons         | 1–12            |
| Heron Suzuki GB Ltd           | Heron-Suzuki | Suzuki RGV 500             | 34       | Kevin Schwantz      | 2, 4, 8         |
| Heron Suzuki GB Ltd           | Heron-Suzuki | Suzuki RGV 500             | 34       | Donnie McLeod       | 3               |
| Duckhams NLM Honda            | Honda        | Honda RS 500               | 22       | Simon Buckmaster    | 1–3, 5–13       |
| Team Iberna                   | Honda        | Honda RS 500               | 23       | Alessandro Valesi   | 1–2, 4–13       |
| Frankonia-Suzuki              | Suzuki       | Suzuki RGB 500             | 24       | Wolfgang von Muralt | 1–2, 4–14       |
| Lucky Strike Fior             | Fior-Honda   | Honda RS 500               | 25       | Marco Gentile       | alle            |
| Fior-SNCF                     | Fior-Honda   | Honda RS 500               | 53 26    | Thierry Rapicault   | 2–4             |
| Fior-SNCF                     | Fior-Honda   | Honda RS 500               | 55 72    | Hervé Guilleux      | 5–11, 13        |
| Suzuki Japan                  | Suzuki       | Suzuki RGV 500             | 32       | Takumi Ito          | 1               |
| Andy Leuthe                   | Honda        | Honda RS 500               | 40       | Andy Leuthe         | 4–6, 8          |
| unbekannt                     | Honda        | Honda RS 500               | 42 78 29 | Fabio Barchitta     | 3–4, 6–13       |
| Bruno Kneubühler              | Honda        | Honda RS 500               | 45 65 55 | Bruno Kneubühler    | 2–13            |
| Honda Britain                 | Honda        | Honda RS 500 Honda NS 500  | 57 33    | Richard Scott       | 2–12            |
| H.D.J. B.Y                    | Honda        | Honda RS 500               | 61 44    | Maarten Duyzers     | 2–3, 5, 8–10    |
| FE-GO                         | Honda        | Honda RS 500               | 75 50    | Silvo Habat         | 6               |
| unbekannt                     | Honda        | Honda RS 500               | ?        | Gerold Fischer      | 2–7, 10–11      |
| Yamaha Japan                  | Yamaha       | Yamaha YZR500              | ?        | Shinji Katayama     | 1               |
| Yamaha Japan                  | Yamaha       | Yamaha YZR500              | ?        | Hiroyuki Kawasaki   | 1               |
| Quelle:                       |              |                            |          |                     |                 |

| Legende         |
| --------------- |
| Stammfahrer     |
| Wildcard-Fahrer |
| Ersatzfahrer    |

### Rennergebnisse
|    | Datum  | Rennen                  | Strecke      | Platz 1       | Platz 2             | Platz 3          | Pole-Position    | Schn. Rennrunde    |
| -- | ------ | ----------------------- | ------------ | ------------- | ------------------- | ---------------- | ---------------- | ------------------ |
| 1  | 29.03. | GP von Japan            | Suzuka       | Randy Mamola  | Wayne Gardner       | Takumi Ito       | Niall Mackenzie  | Randy Mamola       |
| 2  | 26.04. | GP von Spanien          | Jerez        | Wayne Gardner | Eddie Lawson        | Ron Haslam       | Eddie Lawson     | Wayne Gardner      |
| 3  | 17.05. | GP von Deutschland      | Hockenheim   | Eddie Lawson  | Randy Mamola        | Ron Haslam       | Wayne Gardner    | Wayne Gardner      |
| 4  | 24.05. | GP der Nationen         | Monza        | Wayne Gardner | Eddie Lawson        | Christian Sarron | Wayne Gardner    | Wayne Gardner      |
| 5  | 07.06. | GP von Österreich       | Salzburgring | Wayne Gardner | Randy Mamola        | Niall Mackenzie  | Wayne Gardner    | Didier de Radiguès |
| 6  | 14.06. | GP von Jugoslawien      | Rijeka       | Wayne Gardner | Randy Mamola        | Eddie Lawson     | Wayne Gardner    | Wayne Gardner      |
| 7  | 27.06. | 57. Dutch TT            | Assen        | Eddie Lawson  | Wayne Gardner       | Randy Mamola     | Wayne Gardner    | Eddie Lawson       |
| 8  | 19.07. | GP von Frankreich       | Le Mans      | Randy Mamola  | Pierfrancesco Chili | Christian Sarron | Christian Sarron | Randy Mamola       |
| 9  | 02.08. | GP von Großbritannien   | Donington    | Eddie Lawson  | Wayne Gardner       | Randy Mamola     | Wayne Gardner    | Tadahiko Taira     |
| 10 | 09.08. | GP von Schweden         | Anderstorp   | Wayne Gardner | Eddie Lawson        | Randy Mamola     | Wayne Gardner    | Wayne Gardner      |
| 11 | 23.08. | GP der Tschechoslowakei | Brünn        | Wayne Gardner | Eddie Lawson        | Tadahiko Taira   | Wayne Gardner    | Wayne Gardner      |
| 12 | 30.08. | GP von San Marino       | Misano       | Randy Mamola  | Eddie Lawson        | Wayne Gardner    | Eddie Lawson     | Randy Mamola       |
| 13 | 13.09. | GP von Portugal         | Jarama       | Eddie Lawson  | Randy Mamola        | Kevin Magee      | Randy Mamola     | Wayne Gardner      |
| 14 | 27.09. | GP von Brasilien        | Goiânia      | Wayne Gardner | Eddie Lawson        | Randy Mamola     | Wayne Gardner    | Wayne Gardner      |
| 15 | 04.10. | GP von Argentinien      | Buenos Aires | Eddie Lawson  | Randy Mamola        | Wayne Gardner    | Wayne Gardner    | nicht bekannt      |

### Fahrerwertung
| 1  | Wayne Gardner       | Honda     | 178 |
| 2  | Randy Mamola        | Yamaha    | 158 |
| 3  | Eddie Lawson        | Yamaha    | 157 |
| 4  | Ron Haslam          | elf-Honda | 72  |
| 5  | Niall Mackenzie     | Honda     | 61  |
| 6  | Tadahiko Taira      | Yamaha    | 56  |
| 7  | Christian Sarron    | Yamaha    | 52  |
| 8  | Pierfrancesco Chili | Honda     | 47  |
| 9  | Shunji Yatsushiro   | Honda     | 40  |
| 10 | Rob McElnea         | Yamaha    | 39  |
| 11 | Roger Burnett       | Honda     | 25  |
| 12 | Didier de Radiguès  | Cagiva    | 21  |

| 13 | Raymond Roche     | Cagiva     | 15 |
| 14 | Kenny Irons       | Suzuki     | 12 |
| 15 | Kevin Magee       | Yamaha     | 11 |
| 16 | Kevin Schwantz    | Suzuki     | 11 |
| 17 | Takumi Ito        | Suzuki     | 10 |
| 18 | Mike Baldwin      | Yamaha     | 6  |
| 19 | Gustav Reiner     | Honda      | 5  |
| 20 | Hiroyuki Kawasaki | Yamaha     | 4  |
|    | Freddie Spencer   | Honda      | 4  |
| 22 | Richard Scott     | Yamaha     | 3  |
| 23 | Sinji Katayama    | Yamaha     | 2  |
| 24 | Marco Gentile     | Fior-Honda | 1  |

### Konstrukteurswertung
Der Konstrukteurstitel wurde Yamaha zuerkannt.

## 250-cm³-Klasse

### Rennergebnisse
|    | Datum  | Rennen                  | Strecke      | Platz 1          | Platz 2          | Platz 3          | Pole-Position    | Schn. Rennrunde  |
| -- | ------ | ----------------------- | ------------ | ---------------- | ---------------- | ---------------- | ---------------- | ---------------- |
| 1  | 29.03. | GP von Japan            | Suzuka       | Masaru Kobayashi | Sito Pons        | Reinhold Roth    | Masahiro Shimizu | Masaru Kobayashi |
| 2  | 26.04. | GP von Spanien          | Jerez        | Martin Wimmer    | Luca Cadalora    | Joan Garriga     | Luca Cadalora    | Martin Wimmer    |
| 3  | 17.05. | GP von Deutschland      | Hockenheim   | Toni Mang        | Jacques Cornu    | Reinhold Roth    | Reinhold Roth    | Carlos Lavado    |
| 4  | 24.05. | GP der Nationen         | Monza        | Toni Mang        | Reinhold Roth    | Dominique Sarron | Loris Reggiani   | Dominique Sarron |
| 5  | 07.06. | GP von Österreich       | Salzburgring | Toni Mang        | Loris Reggiani   | Reinhold Roth    | Toni Mang        | Carlos Cardús    |
| 6  | 14.06. | GP von Jugoslawien      | Rijeka       | Carlos Lavado    | Loris Reggiani   | Reinhold Roth    | Carlos Lavado    | Carlos Lavado    |
| 7  | 27.06. | 57. Dutch TT            | Assen        | Toni Mang        | Reinhold Roth    | Sito Pons        | Carlos Lavado    | Toni Mang        |
| 8  | 19.07. | GP von Frankreich       | Le Mans      | Reinhold Roth    | Dominique Sarron | Carlos Cardús    | Dominique Sarron | Reinhold Roth    |
| 9  | 02.08. | GP von Großbritannien   | Donington    | Toni Mang        | Loris Reggiani   | Martin Wimmer    | Patrick Igoa     | Martin Wimmer    |
| 10 | 09.08. | GP von Schweden         | Anderstorp   | Toni Mang        | Luca Cadalora    | Loris Reggiani   | Luca Cadalora    | Carlos Lavado    |
| 11 | 23.08. | GP der Tschechoslowakei | Brünn        | Toni Mang        | Dominique Sarron | Carlos Cardús    | Dominique Sarron | Carlos Cardús    |
| 12 | 30.08. | GP von San Marino       | Misano       | Loris Reggiani   | Luca Cadalora    | Sito Pons        | Luca Cadalora    | Luca Cadalora    |
| 13 | 13.09. | GP von Portugal         | Jarama       | Toni Mang        | Joan Garriga     | Martin Wimmer    | Joan Garriga     | Joan Garriga     |
| 14 | 27.09. | GP von Brasilien        | Goiânia      | Dominique Sarron | Sito Pons        | Carlos Cardús    | Dominique Sarron | Sito Pons        |
| 15 | 04.10. | GP von Argentinien      | Buenos Aires | Sito Pons        | Dominique Sarron | Masahiro Shimizu | Martin Wimmer    | nicht bekannt    |

### Fahrerwertung
| 1  | Toni Mang        | Honda         | 136 |
| 2  | Reinhold Roth    | Honda         | 108 |
| 3  | Sito Pons        | Honda         | 108 |
| 4  | Dominique Sarron | Honda         | 97  |
| 5  | Carlos Cardús    | Honda         | 70  |
| 6  | Loris Reggiani   | Aprilia-Rotax | 68  |
| 7  | Luca Cadalora    | Yamaha        | 63  |
| 8  | Martin Wimmer    | Yamaha        | 61  |
| 9  | Jacques Cornu    | Honda         | 50  |
| 10 | Carlos Lavado    | Yamaha        | 46  |
| 11 | Joan Garriga     | Yamaha        | 46  |
| 12 | Patrick Igoa     | Yamaha        | 42  |
| 13 | Masahiro Shimizu | Honda         | 20  |
| 14 | Masaru Kobayashi | Honda         | 15  |
| 15 | Manfred Herweh   | Honda         | 11  |

| 16 | Iván Palazzese       | Yamaha                  | 9 |
| 17 | Jean-Philippe Ruggia | Yamaha                  | 7 |
| 18 | Jean-François Baldé  | Honda / Defi-Rotax      | 6 |
| 19 | Maurizio Vitali      | Garelli                 | 6 |
| 20 | Hans Lindner         | Honda                   | 5 |
|    | Urs Lüzi             | Honda                   | 5 |
| 22 | Donnie McLeod        | EMC-Rotax               | 4 |
| 23 | Masumitsu Taguchi    | Honda                   | 2 |
|    | Stéphane Mertens     | Honda / Armstrong-Honda | 2 |
| 25 | Takayoshi Yamamoto   | Yamaha                  | 1 |
|    | Guy Bertin           | Honda                   | 1 |
|    | Stefano Caracchi     | Gazzaniga-Rotax / Honda | 1 |

### Konstrukteurswertung
Der Konstrukteurstitel wurde Honda zuerkannt.

## 125-cm³-Klasse

### Rennergebnisse
|    | Datum  | Rennen                  | Strecke      | Platz 1        | Platz 2            | Platz 3            | Pole-Position      | Schn. Rennrunde    |
| -- | ------ | ----------------------- | ------------ | -------------- | ------------------ | ------------------ | ------------------ | ------------------ |
| 1  | 26.04. | GP von Spanien          | Jerez        | Fausto Gresini | Domenico Brigaglia | Paolo Casoli       | Domenico Brigaglia | Domenico Brigaglia |
| 2  | 17.05. | GP von Deutschland      | Hockenheim   | Fausto Gresini | August Auinger     | Bruno Casanova     | Fausto Gresini     | Fausto Gresini     |
| 3  | 24.05. | GP der Nationen         | Monza        | Fausto Gresini | Bruno Casanova     | August Auinger     | Bruno Casanova     | Bruno Casanova     |
| 4  | 07.06. | GP von Österreich       | Salzburgring | Fausto Gresini | Bruno Casanova     | Paolo Casoli       | Paolo Casoli       | Fausto Gresini     |
| 5  | 27.06. | 57. Dutch TT            | Assen        | Fausto Gresini | Bruno Casanova     | Paolo Casoli       | Bruno Casanova     | Fausto Gresini     |
| 6  | 19.07. | GP von Frankreich       | Le Mans      | Fausto Gresini | Ezio Gianola       | Bruno Casanova     | Fausto Gresini     | Fausto Gresini     |
| 7  | 02.08. | GP von Großbritannien   | Donington    | Fausto Gresini | Pier Paolo Bianchi | Jean-Claude Selini | Bruno Casanova     | Fausto Gresini     |
| 8  | 09.08. | GP von Schweden         | Anderstorp   | Fausto Gresini | Bruno Casanova     | Domenico Brigaglia | Fausto Gresini     | Fausto Gresini     |
| 9  | 23.08. | GP der Tschechoslowakei | Brünn        | Fausto Gresini | Bruno Casanova     | Andres Sánchez     | Fausto Gresini     | Bruno Casanova     |
| 10 | 30.08. | GP von San Marino       | Misano       | Fausto Gresini | August Auinger     | Paolo Casoli       | Fausto Gresini     | Fausto Gresini     |
| 11 | 13.09. | GP von Portugal         | Jarama       | Paolo Casoli   | Domenico Brigaglia | Lucio Pietroniro   | Fausto Gresini     | August Auinger     |

### Fahrerwertung
| 1  | Fausto Gresini     | Garelli | 150 |
| 2  | Bruno Casanova     | Garelli | 88  |
| 3  | Paolo Casoli       | LCR-MBA | 61  |
| 4  | Domenico Brigaglia | LCR-MBA | 58  |
| 5  | August Auinger     | MBA     | 54  |
| 6  | Ezio Gianola       | Honda   | 45  |
| 7  | Pier Paolo Bianchi | MBA     | 43  |
| 8  | Andres Sánchez     | MBA     | 40  |
| 9  | Lucio Pietroniro   | MBA     | 32  |
| 10 | Mike Leitner       | MBA     | 32  |
| 11 | Johnny Wickström   | MBA     | 21  |
| 12 | Gastone Grassetti  | MBA     | 17  |
| 13 | Jean-Claude Selini | MBA     | 16  |
| 14 | Thierry Feuz       | LCR-MBA | 13  |

| 15 | Jussi Hautaniemi  | MBA    | 10 |
| 16 | Adi Stadler       | MBA    | 9  |
| 17 | Iván Troisi       | MBA    | 8  |
| 18 | Claudio Macciotta | MBA    | 6  |
|    | Corrado Catalano  | MBA    | 6  |
| 20 | Olivier Liégeois  | Assmex | 4  |
|    | Esa Kytölä        | MBA    | 4  |
| 22 | Robin Milton      | MBA    | 2  |
|    | Bady Hassaine     | MBA    | 2  |
|    | Håkan Olsson      | MBA    | 2  |
| 25 | Willy Pérez       | MBA    | 1  |
|    | Flemming Kistrup  | MBA    | 1  |
|    | Norbert Peschke   | MBA    | 1  |

### Konstrukteurswertung
Der Konstrukteurstitel wurde Garelli zuerkannt.

## 80-cm³-Klasse

### Rennergebnisse
|    | Datum  | Rennen                  | Strecke      | Platz 1           | Platz 2           | Platz 3           | Pole-Position     | Schn. Rennrunde   |
| -- | ------ | ----------------------- | ------------ | ----------------- | ----------------- | ----------------- | ----------------- | ----------------- |
| 1  | 26.04. | GP von Spanien          | Jerez        | Jorge Martínez    | Àlex Crivillé     | Julián Miralles   | Jorge Martínez    | Àlex Crivillé     |
| 2  | 17.05. | GP von Deutschland      | Hockenheim   | Gerhard Waibel    | Jorge Martínez    | Stefan Dörflinger | Gerhard Waibel    | Jorge Martínez    |
| 3  | 24.05. | GP der Nationen         | Monza        | Jorge Martínez    | Manuel Herreros   | Stefan Dörflinger | Jorge Martínez    | Jorge Martínez    |
| 4  | 07.06. | GP von Österreich       | Salzburgring | Jorge Martínez    | Gerhard Waibel    | Manuel Herreros   | Jorge Martínez    | Gerhard Waibel    |
| 5  | 14.06. | GP von Jugoslawien      | Rijeka       | Jorge Martínez    | Stefan Dörflinger | Ian McConnachie   | Jorge Martínez    | Gerhard Waibel    |
| 6  | 27.06. | 57. Dutch TT            | Assen        | Jorge Martínez    | Manuel Herreros   | Stefan Dörflinger | Stefan Dörflinger | Jorge Martínez    |
| 7  | 02.08. | GP von Großbritannien   | Donington    | Jorge Martínez    | Ian McConnachie   | Gerhard Waibel    | Jorge Martínez    | Jorge Martínez    |
| 8  | 23.08. | GP der Tschechoslowakei | Brünn        | Stefan Dörflinger | Jorge Martínez    | Gerhard Waibel    | Ian McConnachie   | Stefan Dörflinger |
| 9  | 30.08. | GP von San Marino       | Misano       | Manuel Herreros   | Stefan Dörflinger | Ian McConnachie   | Jorge Martínez    | Manuel Herreros   |
| 10 | 13.09. | GP von Portugal         | Jarama       | Jorge Martínez    | Manuel Herreros   | Gerhard Waibel    | Jorge Martínez    | Jorge Martínez    |

### Fahrerwertung
| 1  | Jorge Martínez     | Derbi   | 129 |
| 2  | Manuel Herreros    | Derbi   | 86  |
| 3  | Gerhard Waibel     | Krauser | 82  |
| 4  | Stefan Dörflinger  | Krauser | 75  |
| 5  | Ian McConnachie    | Krauser | 53  |
| 6  | Jörg Seel          | Seel    | 38  |
| 7  | Hubert Abold       | Krauser | 33  |
| 8  | Luis Miguel Reyes  | Autisa  | 31  |
| 9  | Josef Fischer      | Krauser | 19  |
| 10 | Julián Miralles    | Derbi   | 18  |
| 11 | Àlex Crivillé      | Derbi   | 12  |
| 12 | Günter Schirnhofer | Krauser | 12  |
| 13 | Hans Spaan         | Casal   | 11  |

| 14 | Károly Juhász      | Krauser      | 10 |
| 15 | Juan Ramón Bolart  | Krauser      | 10 |
| 16 | Paolo Priori       | Krauser      | 9  |
| 17 | Alex Barros        | Arbizu-Casal | 8  |
| 18 | Giuseppe Ascareggi | BBFT         | 5  |
| 19 | Heinz Paschen      | Casal        | 4  |
| 20 | Richard Bay        | Casal        | 3  |
| 21 | Peter Öttl         | Krauser      | 3  |
|    | Herri Torrontegui  | JJ Cobas     | 3  |
| 23 | Michael Gschwander | Seel         | 2  |
|    | Theo Timmer        | Casal        | 2  |
| 25 | Ralf Waldmann      | Seel         | 1  |
|    | Jacques Bernard    | Casal        | 1  |

### Konstrukteurswertung
Der Konstrukteurstitel wurde Derbi zuerkannt.

## Gespanne (500 cm³)

### Rennergebnisse
|   | Datum  | Rennen                  | Strecke      | Platz 1                             | Platz 2                             | Platz 3                           | Pole-Position                       | Schn. Rennrunde                |
| - | ------ | ----------------------- | ------------ | ----------------------------------- | ----------------------------------- | --------------------------------- | ----------------------------------- | ------------------------------ |
| 1 | 26.04. | GP von Spanien          | Jerez        | Steve Webster / Tony Hewitt         | Alain Michel / Jean-Marc Fresc      | Alfred Zurbrügg / Martin Zurbrügg | Rolf Biland / Kurt Waltisperg       | Rolf Biland / Kurt Waltisperg  |
| 2 | 17.05. | GP von Deutschland      | Hockenheim   | Steve Webster / Tony Hewitt         | Egbert Streuer / Bernard Schnieders | Alain Michel / Jean-Marc Fresc    | Steve Webster / Tony Hewitt         | Steve Webster / Tony Hewitt    |
| 3 | 07.06. | GP von Österreich       | Salzburgring | Rolf Biland / Kurt Waltisperg       | Egbert Streuer / Bernard Schnieders | Alain Michel / Jean-Marc Fresc    | Egbert Streuer / Bernard Schnieders | Alain Michel / Jean-Marc Fresc |
| 4 | 27.06. | 57. Dutch TT            | Assen        | Egbert Streuer / Bernard Schnieders | Steve Webster / Tony Hewitt         | Alain Michel / Jean-Marc Fresc    | Egbert Streuer / Bernard Schnieders | Rolf Biland / Kurt Waltisperg  |
| 5 | 19.07. | GP von Frankreich       | Le Mans      | Rolf Biland / Kurt Waltisperg       | Egbert Streuer / Bernard Schnieders | Steve Webster / Tony Hewitt       | Rolf Biland / Kurt Waltisperg       | Steve Webster / Tony Hewitt    |
| 6 | 02.08. | GP von Großbritannien   | Donington    | Steve Webster / Tony Hewitt         | Egbert Streuer / Bernard Schnieders | Rolf Steinhausen / Bruno Hiller   | Rolf Biland / Kurt Waltisperg       | Steve Webster / Tony Hewitt    |
| 7 | 09.08. | GP von Schweden         | Anderstorp   | Rolf Biland / Kurt Waltisperg       | Steve Webster / Tony Hewitt         | Alain Michel / Jean-Marc Fresc    | Steve Webster / Tony Hewitt         | Rolf Biland / Kurt Waltisperg  |
| 8 | 23.08. | GP der Tschechoslowakei | Brünn        | Rolf Biland / Kurt Waltisperg       | Egbert Streuer / Bernard Schnieders | Steve Webster / Tony Hewitt       | Rolf Biland / Kurt Waltisperg       | Steve Webster / Tony Hewitt    |

### Fahrerwertung
| 1  | Steve Webster      | Tony Hewitt                                            | LCR-Krauser    | 97 |
| 2  | Egbert Streuer     | Bernard Schnieders                                     | LCR-Yamaha     | 75 |
| 3  | Rolf Biland        | Kurt Waltisperg                                        | LCR-Krauser    | 68 |
| 4  | Alain Michel       | Jean-Marc Fresc                                        | LCR-Krauser    | 68 |
| 5  | Alfred Zurbrügg    | Martin Zurbrügg bzw. Andreas Räcke bzw. Simon Birchall | LCR-Yamaha     | 39 |
| 6  | Steve Abbott       | Shaun Smith                                            | Windle-Yamaha  | 26 |
| 7  | Rolf Steinhausen   | Bruno Hiller                                           | Busch-Yamaha   | 24 |
| 8  | Derek Jones        | Simon Birchall bzw. Brian Ayres                        | LCR-Yamaha     | 23 |
| 9  | Masato Kumano      | Andreas Räcke bzw. Markus Fährni                       | LCR-Yamaha     | 21 |
| 10 | Theo van Kempen    | Geral de Haas                                          | LCR-Yamaha     | 14 |
| 11 | Yoshisada Kumagaya | Brian Barlow bzw. Wilson                               | Windle-Yamaha  | 13 |
| 12 | Markus Egloff      | Urs Egloff                                             | LCR-Yamaha     | 12 |
| 13 | Pascal Larratte    | Jacques Corbier                                        | LCR-Yamaha     | 11 |
| 14 | Wolfgang Stropek   | Hans-Peter Demling                                     | LCR-Krauser    | 9  |
| 15 | Derek Bailey       | Brian Nixon                                            | LCR-Yamaha     | 8  |
| 16 | René Progin        | Yvan Hunziker                                          | Seymaz-Krauser | 8  |
| 17 | Barry Brindley     | Graham Rose                                            | Windle-Yamaha  | 6  |
| 18 | Bernd Scherer      | Wolfgang Gess                                          | BSR-Yamaha     | 4  |
| 19 | Fritz Stölzle      | Hubert Stölzle                                         | LCR-Yamaha     | 1  |
|    | Yvan Nigrowsky     | Martial Charpentier bzw. Frédéric Meunier              | Seymaz-Yamaha  | 1  |

### Konstrukteurswertung
Der Konstrukteurstitel wurde LCR-Krauser zuerkannt.

## Verweise